# Dea

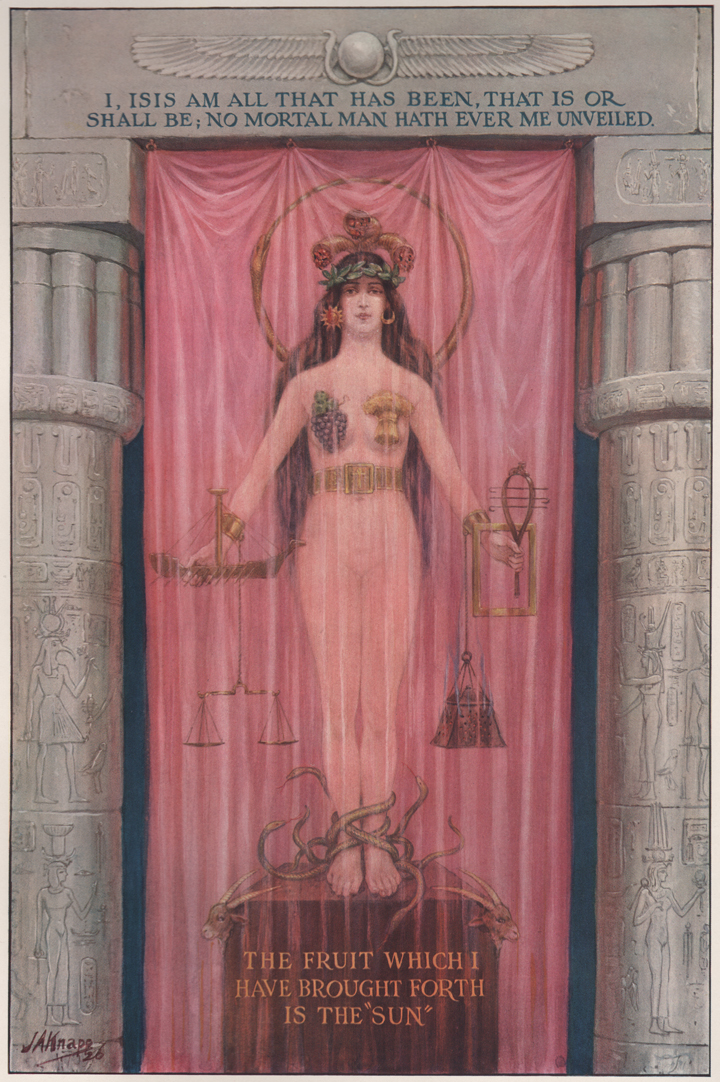
Raffigurazione della Dea Iside, di J. Augustus Knapp, 1926

Una dea è una divinità femminile. Mentre esse sono state, sono e possono essere associate con la più ampia gamma di fenomeni caratteristici delle divinità maschili, compresa la guerra, la distruzione e la morte, nonché l'atto di Creazione, vengono più comunemente associate ad una simbologia di vita, guarigione e compassione, pertanto con la fertilità del terreno (tramite Gea), la maternità e l'amore.
In alcune religioni, una figura femminile sacra occupa un posto centrale nella preghiera e nella vera e propria adorazione. Il Shaktismo, ad esempio, è il culto della forza femminile che anima il mondo ed è una delle tre principali scuole settarie dell'Induismo odierno. Nel buddhismo tibetano, il più alto avanzamento che chiunque può raggiungere è quello di diventare come i grandi "Buddha femminili" (come "Arya Tārā"), che sono rappresentati come esseri protettori supremi, senza paura e pieni di suprema compassione per tutti gli esseri senzienti.
Il primato costituito da una divinità femminile monoteistica o quasi monoteistica, la Grande Dea Madre, è un'ipotesi sostenuta da alcuni moderni studiosi del Matriarcato i quali la identificano come una versione femminile precedente o analogica al Dio maschile di Abramo, associato con l'ascesa storica del monoteismo nell'area del Mar Mediterraneo durante il periodo assiale.
La maggior parte delle moderne tradizioni di neopaganesimo onorano una o più divinità femminili. La Wicca ha un sistema "duo-teistico" di credenze, costituito da un'unica Dea e da un solo dio i quali nella ierogamia giungono a rappresentare un tutto unitario. All'interno del politeismo, tra cui il ricostruzionismo pagano, si onorano più dee e dei, solitamente intesi come esseri separati. Queste divinità possono far parte di un più vasto pantheon, o avere numi tetelari in regioni differenti. I "ricostruttori", come i loro antichi predecessori, onorano le divinità particolari dei loro paesi di origine.

## Dea Terra e Grande Madre
Joseph Campbell ne Il potere del mito, un libro-intervista del 1988 realizzato con Bill Moyers, collega l'immagine della Dea Terra o Grande Madre con la simbologia di fertilità e riproduzione. Per esempio, Campbell afferma che "ci sono stati sistemi di religione in cui la madre è il genitore primo, la fonte... Parliamo della Madre Terra. Ed in Egitto bisogna citare la Dea Nut, ossia "Madre celeste", che è rappresentata come la totalità della sfera celeste". Campbell continua affermando che la correlazione tra fertilità e la Dea ha trovato le sue radici nell'agricoltura e con le società agricole:
 Campbell sostiene anche che l'immagine della Vergine Maria è stata derivata dall'immagine di Iside e del suo bambino Horus: "Il modello antico per la Madonna è Iside con Horus al suo seno".

## Politeismo storico

### Antico Vicino Oriente

#### Egitto
Tra le divinità egizie (Netjeret) importanti igure femminili sono:
- Le dee della Enneade di Eliopoli: Tefnut, la Dea celeste Nut, Nefti ed infine Iside.
- Le dee della Ogdoade di Ermopoli: Naunet, Amonet, Kuk e Hehu; originariamente appartenenti tutte ad un culto di Hathor.
- Le dee-sorelle Satet e Anuqet facenti parte della triade di Elefantina.

#### Mesopotamia
- Ištar (corrispondente alla Inanna della mitologia sumera) era la dea principale rispettivamente della mitologia babilonese e degli Assiri. Altre dee mesopotamici includono Ninhursag, Ninlil, Antu (dea) e Gaga.

#### Canaan
- Le Dee della religione cananea includono Ba`alat Gebal (Baalat), Astarte e Anat.

#### Asia minore (Anatolia)
- Cibele: Il suo nome era "Kubaba" tra gli ittiti, ma è stato cambiato con quello di Cibele in Frigia e di qui trasposta nella cultura romana. La sua influenza può essere veduta anche sulla Artemide greca come la "Signora della città di Efeso".
- Hebat è la Dea Madre del pantheon ittita e moglie del dio supremo del cielo, Teshub. Lei era l'origine anche del culto della Dea presente tra gli hurriti.
- Arinniti è la dea solare della mitologia ittita. Divenne la patrona della monarchia ittita.
- Latona o "Leto" è una figura divina materna originaria della Licia. Era anche la dea principale della capitale della regione e venerata nel santuario denominato Letoon.

#### Tradizione preislamica
Nella Mecca della tradizione pre-islamica le dee Uzza, Manat e Allat erano conosciute come "le figlie di Dio". Uzza era adorata dai Nabatei, che la equiparavano con le dee greco-romane Afrodite Urania, Venere e Caelestis. Ognuna delle tre dee aveva un santuario separata nei pressi della Mecca.

### Tradizioni indoeuropee

#### Indo-iranici
Ushas è la dea principale del Ṛgveda. Prithivi, la Terra, appare anch'essa come una dea. I fiumi stessi sono divinizzati come dee. Agneya o Aagneya è la dea indù figlia di Agni, il dio del Fuoco. Varuṇa in forme femminili è la dea indù dell'acqua. Bhoomi, Janani, Buvana e Prithvi sono nomi della dea indù della Terra.

#### Greco-romani
- All'interno dei culti di iniziazione dei Misteri Eleusini venivano venerate Persefone, Demetra e Baubo.
- Armònia è la dea della concordia.
- Artemide è la dea del deserto, degli animali selvatici, della verginità, del parto e della caccia.
- Afrodite è la dea dell'amore e della bellezza.
- Atena è la dea dell'artigianato, della strategia militare, della saggezza e della guerra. Atena è una dea vergine.
- Britomarti è una dea cretese, compagna di caccia di Artemide.
- Brizo è una dea protettrice dei marinai.
- Chione è una dea della neve.
- Cibele è la dea della natura.
- Dione è una delle prime dee ctonie della profezia.
- Ebe è la dea della giovinezza, figlia di Zeus e di Era
- Eris è la dea del caos.
- Gea o "Gaia" è la primordiale dea della Terra. La maggior parte degli altri dèi discendono da lei.
- Era è la dea della famiglia e del matrimonio. Lei è la moglie di Zeus e la regina dell'Olimpo. Madre di Ares.
- Ecate è la dea della stregoneria, degli incroci stradali e della magia. Spesso considerata anche come una dea ctonia o lunare. Lei è sia raffigurata come una singola divinità che come Dea triplice (nubile, madre, vegliarda).
- Iris è la dea dell'arcobaleno.
- Nike è la dea della vittoria in battaglia. Lei è prevalentemente raffigurata assieme o vicino Zeus, Atena e talvolta Ares.
- Selene è la dea-Luna.

### Tradizioni precolombiane

#### Aztechi
- Chalchiuhtlicue è la dea delle acque (fiumi, mari, tempeste, ecc)
- Coyolxauhqui è una dea guerriera associata con la luna
- Divinità femminili della Terra includono Cihuacoatl (Signora del parto e la mortalità materna), Coatlicue (dea terrena patrona dell'utero), Tlazolteotl (dea della sporcizia e della depurazione).
- Itzpapalotl è una divinità dal ruolo mostruoso abbinata al Tamoanchan (un regno del paradiso)
- Mictecacihuatl è la regina di Mictlan (gli inferi)
- Xochiquetzal è la dea della fertilità, della bellezza e del fascino sessuale femminile.

#### Altri
- Il pantheon della mitologia inca include le figure divine femminili Pachamama, la Madre Terra suprema, Mama Quilla, una divinità lunare e Mama Ocllo, una divinità della fertilità.

## Folclore e Animismo

### Religioni africane
- Mami Wata, Ale, Asase Ya, Oshun, Oyá e Yemaja.

### Religione popolare cinese
- Xi Wangmu è la "Regina Madre d'Occidente"
- La Dea dei Mari Mazu è colei che protegge pescatori e marinai, molto venerata nelle zone costiere del sud-est della Cina e nelle zone limitrofe nel Sudest asiatico.

### Shintoismo
- La dea Amaterasu è il capo fra gli Dei dello shintoismo, mentre ci sono altre importanti divinità femminili come Ama-no-Uzume, Inari e Konohanasakuya-hime.

## Religioni abramitiche

### Ebraismo
Le seguenti figure divine femminili, solitamente in forma di demone, sono citate in importanti testi ebraici: Agrat Bat Mahlat, Anat, Asherah, Ashima, Astarte, Eisheth e Lilith.

## Femminismo e Neopaganesimo

### Movimento della Dea
Il Movimento della Dea

### Sacro femminile
Il termine "sacro femminile" è stato coniato nel 1970, con le opere di divulgazione di stampo New Age e rivolta principalmente alla Shakti indù. È stato inoltre reso popolare nel corso del 1990 da Andrew Harvey ed altri, per entrare infine nella cultura popolare di massa nel 2003 con il best seller di Dan Brown intitolato Il codice da Vinci.

### Wicca
Nella Wicca "la Dea" è una divinità di primaria importanza, insieme al suo consorte il Dio Cornuto. All'interno di molte forme di Wicca la Dea ha finito per essere considerata come una divinità universale, più in linea con la sua descrizione nell'Incarico della Dea, un testo chiave della "religione della Natura" Wiccan.

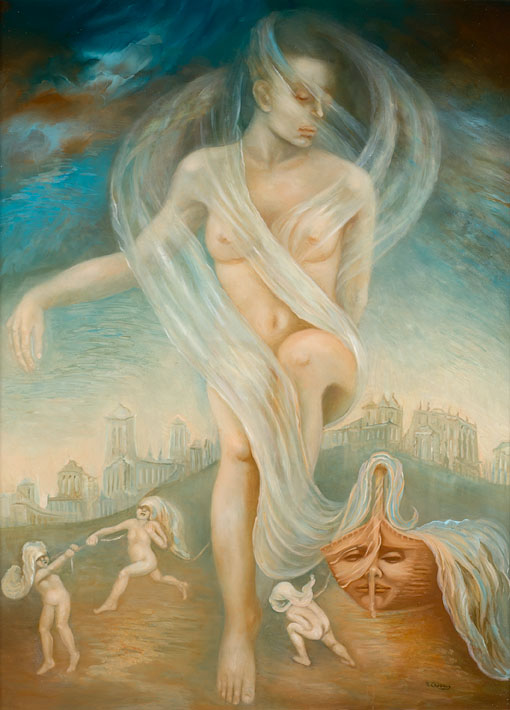
Rappresentazione moderna della Dea, di Anna Cromy (1992).